# Viaggio in Egitto e in Terrasanta
Viaggio in Egitto e in Terrasanta è il resoconto del viaggio compiuto da Leonardo Frescobaldi tra il 1384 e 1385.

## Antefatti
Francesco si era incontrato con Onofrio Dello Steccuto Visdomini, vescovo di Volterra e suo amico, per conto di Carlo III d'Angiò- Durazzo, re di Napoli. Quest'ultimo gli aveva assegnato l'incarico di valutare le potenzialità strategiche dei luoghi che avrebbe visitato in vista di una crociata. Il 10 agosto 1384, insieme a Giorgio Guccio Gucci e Andrea di Francesco Rinuccini, Francesco partì da Firenze verso Venezia, dove si unirono a loro quattro altri viaggiatori fiorentini: Simone di Gentile Sigoli, Antonio di Paolo Mei, Santi del Ricco e il prete Bartolomeo da Castelfocognano.

## Contenuto
Il 4 settembre i viaggiatori partirono via mare con Leonardo, Gucci e Rinuccini portando ciascuno 400 ducati e 300 ducati in lettere di credito. Dopo tappe a Zante, Modone e Corone, arrivarono ad Alessandria il 27 settembre. Dopo un periodo al Cairo, partirono il 5 ottobre verso il monte Sinai, raggiungendolo il 28. Arrivarono a Gaza l'12 novembre, a Betlemme il 21 e a Gerusalemme il giorno seguente. Lasciarono Gerusalemme il 2 dicembre, attraversarono la Samaria, giungendo a Damasco il 9 dicembre. Da lì, partirono il 29 gennaio 1385, raggiungendo Beirut dopo il 15 febbraio, dove rimasero fino all'inizio di maggio. Si imbarcarono quindi per Venezia, affrontando un viaggio tormentato, e arrivarono in città dopo diverse peripezie. Durante il viaggio, morirono Andrea Rinuccini e un loro compagno.

## Analisi del testo
Dopo il ritorno a Firenze, Leonardo iniziò a scrivere i suoi ricordi di viaggio, noti come "Viaggio in Egitto e in Terrasanta". Questo testo non solo descrive il pellegrinaggio, ma anche un viaggio attraverso terre straniere, con un'attenzione particolare agli aspetti secolari e commerciali. Il racconto segue una struttura di resoconto di viaggio, dettagliando tappa per tappa le impressioni dell'autore: le città, le tradizioni matrimoniali dei "Saracini", il cibo, l'abbigliamento, l'agricoltura, l'artigianato e i prezzi locali. Il resoconto non mira a raccontare meraviglie incredibili, ma presenta cifre esclamative e superlativi, tipici dell'esotismo, mentre si impegna a restare credibile nel descrivere le esperienze del viaggio.

## Edizioni
- Leonardo Frescobaldi, Viaggio di Lionardo di Niccolò Frescobaldi in Egitto e in Terra Santa, Cambridge University Press, 2012, ISBN 1108042236.